# Zeegrondels
Zeegrondels (Odontobutidae) zijn een familie van straalvinnige vissen uit de orde van de baarsachtigen (Perciformes).

## Geslachten
- Micropercops Fowler & B. A. Bean, 1920
- Neodontobutis I. S. Chen, Kottelat & H. L. Wu, 2002
- Odontobutis Bleeker, 1874
- Perccottus Dybowski, 1877
- Sineleotris Herre, 1940
- Terateleotris Shibukawa, Iwata & Viravong, 2001